# كارلوس بيرنارد
كارلوس بيرنارد (بالإنجليزية: Carlos Bernard)‏ (12 أكتوبر 1962 - )، ممثل أمريكي. من أشهر أدواره توني ألميدا في مسلسل 24.

## روابط خارجية
- كارلوس بيرنارد على موقع IMDb (الإنجليزية)
- كارلوس بيرنارد على موقع روتن توميتوز (الإنجليزية)
- كارلوس بيرنارد على موقع ألو سيني (الفرنسية)
- كارلوس بيرنارد على موقع أول موفي (الإنجليزية)
- كارلوس بيرنارد على موقع إن إن دي بي (الإنجليزية)
- كارلوس بيرنارد على موقع قاعدة بيانات الفيلم (الإنجليزية)
- كارلوس بيرنارد على موقع كينوبويسك (الروسية)